# Nipponnemertes pulcher
Nipponnemertes pulcher is een soort in de taxonomische indeling van de snoerwormen (Nemertea). De worm behoort tot het geslacht Nipponnemertes en behoort tot de familie Cratenemertidae. De wetenschappelijke naam van de soort werd voor het eerst geldig gepubliceerd in 1837 door Johnston.

## Beschrijving
Deze tot 9 cm lange snoerworm heeft een breedte van 1-5 mm en een vrij fors, enigszins dorsoventraal samengedrukt lichaam dat naar achteren geleidelijk taps toeloopt naar de stomp gepunte staart. Het hoofd is duidelijk en heeft de vorm van een afgeronde driehoek of schild. De kleur varieert van lichtroze, via oranje tot dieprood. De ventrale zijde is lichter dan de dorsale zijde. De huid van de worm is geheel met trilharen bedekt. Snoerwormen jagen op prooien van zijn eigen omvang en vangt deze met behulp van zijn slurf.

## Verspreiding en leefgebied
Dit is kosmopolitisch, zowel bekend van het noordelijk als het zuidelijk halfrond, van de Atlantische Oceaan en de Grote Oceaan. Op het noordelijk halfrond bekend van de oostkust van Noord-Amerika, Groenland, de Faeröer, de Witte Zee en in Noord-Europa van de Atlantische kust van Frankrijk tot Scandinavië. Op het zuidelijk halfrond is hij bekend uit Chili en vele delen van de Antarctische en sub-Antarctische gebieden. Het is te vinden op een grote verscheidenheid aan ondergronden, van zand en grind tot hard gesteente. Er zijn waarnemingen vanaf beschutte locaties in de fjorden en vanaf blootgestelde locaties dicht bij de open zee. Het wordt meestal dieper dan 5 meter aangetroffen.